# Twin Obscenity
Twin Obscenity — норвежская метал-группа, основанная в 1991 году вокалистом/гитаристом/клавишником Атле Виигом (Atle Wiig), басистом Ю-Арильдом Тенессеном (Jo-Arild Tønnessen) и барабанщиком Кнутом Неше (Knut Naesje).

## Характеристики
Название
Они позаимствовали своё название у Жара и Ллойгора, известных под общим названием Twin Obscenity (с англ. — «Непристойные близнецы») из мифов Ктулху.
Стиль
На ранних демозаписях группа играла дэт-дум. Первые два альбома называют атмосферным блэком, отмечается большое разнообразие в песнях, много клавишных и акустических гитар. Стиль невозможно определить именно потому, что пьесы очень вариативны и позволяют услышать влияния дэта, дума, блэка и готик-метала. Есть женский вокал.
Лирика
Основные темы: Скандинавская мифология, война.
Дизайн обложек

## История
После записи трёх демок в 1993—1995 гг. они наконец привлекли к себе внимание норвежского лейбла Head Not Found, на котором вышел дебютный альбом Where Light Touches None (1997). После европейского тура и подписания контракта с лейблом Century Media Records, Twin Obscenity вышли на американский рынок со своим вторым альбомом For Blood, Honour and Soil (1998).

## Состав

### Текущий состав
- Atle Wiig — вокал, гитара
- Jo Arild Tønnessen — бас-гитара
- Knut Næsje — ударные
- Steffen Simenstad — вокал
- Tonje Ettesvold — вокал

### Бывшие участники
- Alexander Twiss (1997-1998) — гитара
- Mona Undheim Skottene (1997-1998) — клавишные, вокал

## Дискография
- Behind the Castle Walls (Demo, 1993)
- Ruins (Demo, 1993)
- Revelations Of Glaaki (Demo, 1995)
- Where Light Touches None (Full-length, Head Not Found Records, 1997) [5]
- For Blood, Honor and Soil (Full-length, Century Media, 1999)[6] [7]
- Bloodstone (Full-length, Century Media, 2001)[8]